# Алфред Андерш
Алфред Андерш (на немски: Alfred Andersch) е германски белетрист, есеист и поет, роден в Мюнхен в семейството на бивш офицер от кайзеровата армия.

## Биография

### Младост
Роден е на 4 февруари 1914 г. в Мюнхен.
В годините на икономическата криза младият Андерш чете Верлен и Рембо, но се възхищава и от духовната сила, която излъчват работническите политически водачи, изучава марксизма и влиза в Комунистическия младежки съюз през 1930 г. Когато на власт идва Хитлер, през 1933 г. Андерш е арестуван и хвърлен в концентрационния лагер Дахау. Само неговата младост и репутацията на баща му го спасяват от смърт. Години наред Андерш изкарва прехраната си като книжарски служител в Мюнхен, работи в различни индустриални предприятия в Хамбург и Франкфурт на Майн като специалист по рекламата. В края на 1940 г. го призовават във Вермахта и пътищата на Втората световна война го отвеждат във Франция и Италия, където в 1944 г. дезертира – до края на войната остава военнопленник в САЩ.

### Дейност след Втората световна война
След завръщането си в Германия Андерш се заема с публицистична и обществена дейност – става редакционен помощник на Ерих Кестнер в мюнхенския „Нойе цайтунг“, а в 1946 г. заедно с Ханс Вернер Рихтер започва да издава литературното списание „Дер Руф“ с подзаглавие „Независим орган на младото поколение“. На следващата година американските окупационни власти забраняват списанието, тогава Андерш и сътрудниците му сформират свободното литературно сдружение „Група 47“ – за дълги години „Група 47“ ще бъде най-авторитетният литературен форум във Федералната република. Алфред Андерш принадлежи към движението литература на развалините.

### Активни творчески години
След дълги преговори с издателските къщи най-сетне в 1952 г. Алфред Андерш успява да публикува автобиографичната си книга „Черешите на свободата“. Тя бързо му спечелва известност, защото изразява идеи и чувства, владеещи голяма част от интелигенцията на следвоенна Германия. В 1957 г. излиза и първият му роман „Занзибар или последното основание“, където писателят прави равносметка на преживяното през време на фашистката диктатура в Германия. В 1958 г. Андерш изоставя всички постове и задължения и се преселва в Швейцария, където заживява на свободна писателска практика – в 1973 г. приема швейцарско гражданство. Допълнителна слава му донасят романите „Червенокосата“ (1960), „Ефраим“ (1967), „Винтершпелт“ (1974) и повестта „Бащата на един убиец“ (1980).
Няколко години преди смъртта си Андерш публикува сборник със стихотворения под заглавие „Възмущавайте се, небето е синьо!“  (1977), в които изследва начините, по които човек се доближава или отдалечава от основната си цел – свободата.

## Творческо кредо
Започнал литературния си път сравнително късно, още с първите си творби Андерш се откроява като „политически писател“, ангажиран с борбата за преодоляване на фашисткото минало и за опазването на страната от въвличането ѝ в нова война. Така той вижда взаимовръзката между изкуството, живота и морала. Или, както сам пише: „Литературата – това е работа над въпросите, които поставя времето.“

### Лирика
- empört euch der himmel ist blau. Gedichte und Nachdichtungen 1946-1977, 1977

### Романи
- Sansibar oder der letzte Grund, 1957
- Die Rote, 1960, 1972
Червенокосата, изд.: „Христо Г. Данов“, Пловдив (1984), прев. Росица Велкова
- Efraim, 1967
- Winterspelt, 1974
Винтерспелт, изд.: „Народна култура“, София (1983), прев. Вили Брюкнер

### Новели и разкази
- Die Kirschen der Freiheit. Ein Bericht, 1952
- Piazza San Gaetano. Suite, 1957
- Geister und Leute. Zehn Geschichten, 1958
- Ein Liebhaber des Halbschattens. Drei Erzählungen, 1963
- Ein Auftrag für Lord Glouster, 1969
- Tochter. Erzählung, 1970
- Gesammelte Erzählungen, 1971
- Mein Verschwinden in Providence. Neun neue Erzählungen, 1971
Диана и свирачът на флейта, изд.: „Народна култура“, София (1988), прев. Венцеслав Константинов и др.
- Alte Peripherie. Ausgewählte Erzählungen. Aufbau, Berlin 1973
- Meistererzählungen, 1975
- Weltreise auf deutsche Art. Eine Geschichte, 1977
- Der Vater eines Mörders. Eine Schulgeschichte 1980 (Бащата на един убиец)

- Flucht in Etrurien. Zwei Erzählungen und ein Bericht, 1981
- Sämtliche Erzählungen, 1983
- Weltreise auf deutsche Art. Gesammelte Erzählungen, 1985
- Erinnerte Gestalten. Frühe Erzählungen, 1986

### Радиопиеси
- Von Ratten und Evangelisten, 1956
- Fahrerflucht, 1957; Buchausgabe 1958
- Der Tod des James Dean. Eine Funkmontage Mit Texten von John Dos Passos 1959; Buchausgabe 1960
- Der Albino, 1960
- In der Nacht der Giraffe, 1963
- Fahrerflucht. Hörspiele, 1965

### Есеистика
- Deutsche Literatur in der Entscheidung. Ein Beitrag zur Analyse der literarischen Situation, 1948
- Die Blindheit des Kunstwerks und andere Aufsätze, 1965
- Giorgio Bassani oder vom Sinn des Erzählens, 1969
- Wie trivial ist der Trivialroman?, 1971
- Öffentlicher Brief an einen sowjetischen Schriftsteller, das Überholte betreffend. Reportagen und Aufsätze, 1977
- Ein neuer Scheiterhaufen für alte Ketzer. Kritiken und Rezensionen, 1979
- Es gibt kein fremdes Leid. Briefe und Essays zu Krieg und Frieden Mit Konstantin Simonow, 1981
- Arno Schmidt, Der Briefwechsel mit Alfred Andersch, 1985
- „...einmal wirklich leben“. Ein Tagebuch in Briefen an Hedwig Andersch 1943–1975, 1986

### Пътеписи
- Wanderungen im Norden, 1962
- Aus einem römischen Winter. Reisebilder, 1966
- Hohe Breitengrade oder Nachrichten von der Grenze, 1969
- Norden, Süden, rechts und links. Von Reisen und Büchern 1951–1971, 1972
- Irische Impressionen, 1982

### Сборници
- Bericht, Roman, Erzählungen, 1965
- Das Alfred-Andersch-Lesebuch, 1979
- Gesammelte Werke in 10 Bänden. Kommentierte Ausgabe, 2004

## Награди и отличия
- 1958: „Награда на немската критика“
- 1967: „Награда Нели Закс“
- 1968: Charles-Veillon-Preis
- 1975: „Голяма литературна награда на Баварската академия за изящни изкуства“